# Cotesia pyraustae
Cotesia pyraustae är en stekelart som först beskrevs av Henry Lorenz Viereck 1912.  Cotesia pyraustae ingår i släktet Cotesia och familjen bracksteklar. Inga underarter finns listade i Catalogue of Life.